# Штернбергия
Штернбергия (лат. Sternbergia) — род многолетних травянистых луковичных растений семейства Амариллисовые. Включает 8 видов, распространённых в Средиземноморье, на Балканах, в Закавказье, Иране и на юге Средней Азии.
Род назван в честь ботаника К. Штернберга.

## Ботаническое описание
Многолетние луковичные травянистые растения. 
Листья ремневидные. Цветут осенью или весной в зависимости от вида. Цветки одиночные, жёлтые, у Sternbergia candida белые. Тычинок шесть, три из них короче остальных, пыльники прикреплены основанием. Завязь трёхгнёздная, столбик трёхгранный нитевидный, рыльце головчатое. Плод — мясистая нераскрывающаяся коробочка, семена шаровидные.

## Виды
- Sternbergia candida B.Mathew & T.Baytop — описан в 1970-х годах из окрестностей Фетхие на юго-западе Турции. В природе редок. В культуре в цветочных коллекциях, размножается семенами и вегетативно. Цветёт весной. Единственный белоцветковый вид рода.
- Sternbergia clusiana Ker Gawl. ex Spreng. — ареал охватывает страны Ближнего Востока. В культуре в цветочных коллекциях. Цветёт осенью.
- Sternbergia colchiciflora Waldst. et Kit. — Штернбергия зимовникоцветная — вид с широким прерывным ареалом от Южной Европы, Балкан и Венгрии до Ирана, включая Крым и Северный Кавказ. В природе редок, охраняется. В культуре в цветочных коллекциях, размножается семенами. Цветёт осенью.
- Sternbergia lutea (L.) Ker Gawl. ex Spreng. — Штернбергия жёлтая — вид с широким ареалом от Балеарских островов до Таджикистана. Популярное декоративное цветочное растение, размножается вегетативно и семенами. Цветёт осенью.
- Sternbergia minoica Ravenna — описан в 2001 году. Эндемик Крита.
- Sternbergia pulchella Boiss. et Blanche — вид из Ливана и Сирии.
- Sternbergia schubertii Schenk — описан в XIX веке в Турции. Возможно, растение идентично Sternbergia lutea sicula[2].
- Sternbergia vernalis (Mill.) Gorer et J.H.Harvey — ареал от Южной Турции до Закавказья и Средней Азии. В культуре в цветочных коллекциях. Цветёт весной. Синоним, который использовали в русской ботанической литературе советского периода, — Штернбергия Фишера Sternbergia fischeriana.

## Выращивание
Штернбергия жёлтая издавна выращивается в цветниках Южной Европы и Англии, часто натурализуется. Другие виды выращиваются в коллекциях в качестве весенне- или осеннецветущих многолетников открытого грунта (в районах с мягкими зимами) или в горшечной культуре.

## Галерея

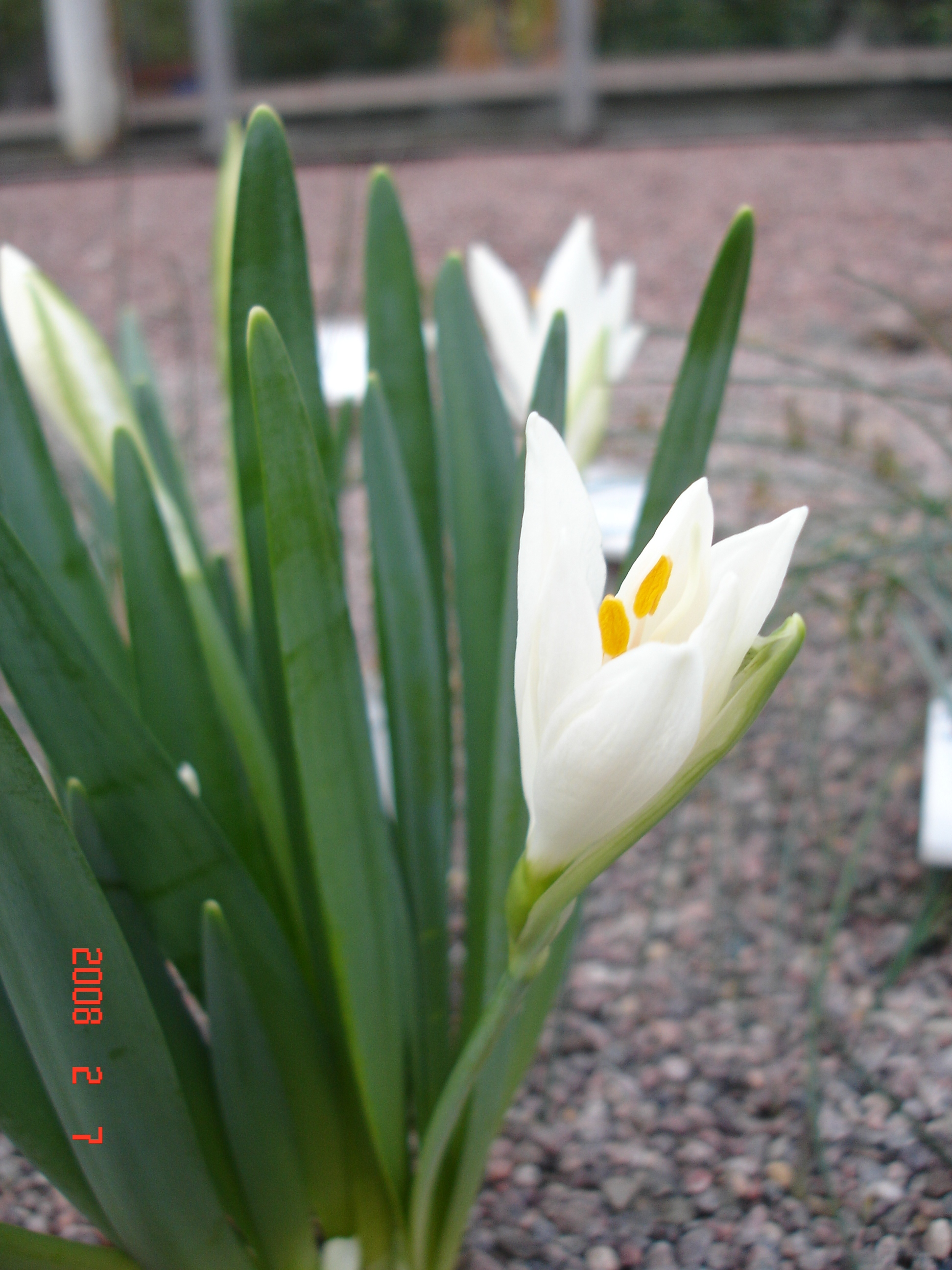
Sternbergia candida в культуре
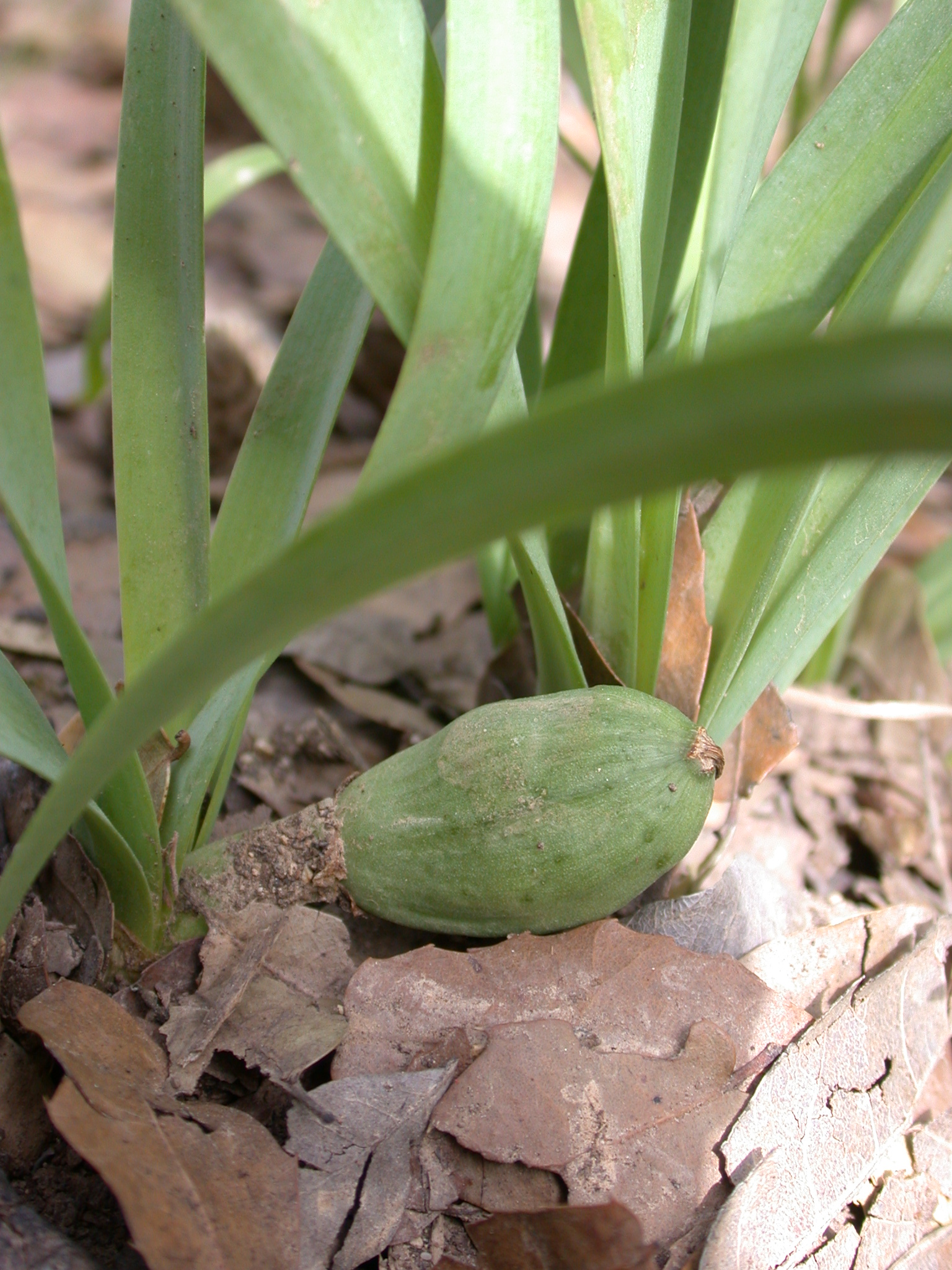
Sternbergia clusiana, плод и листья
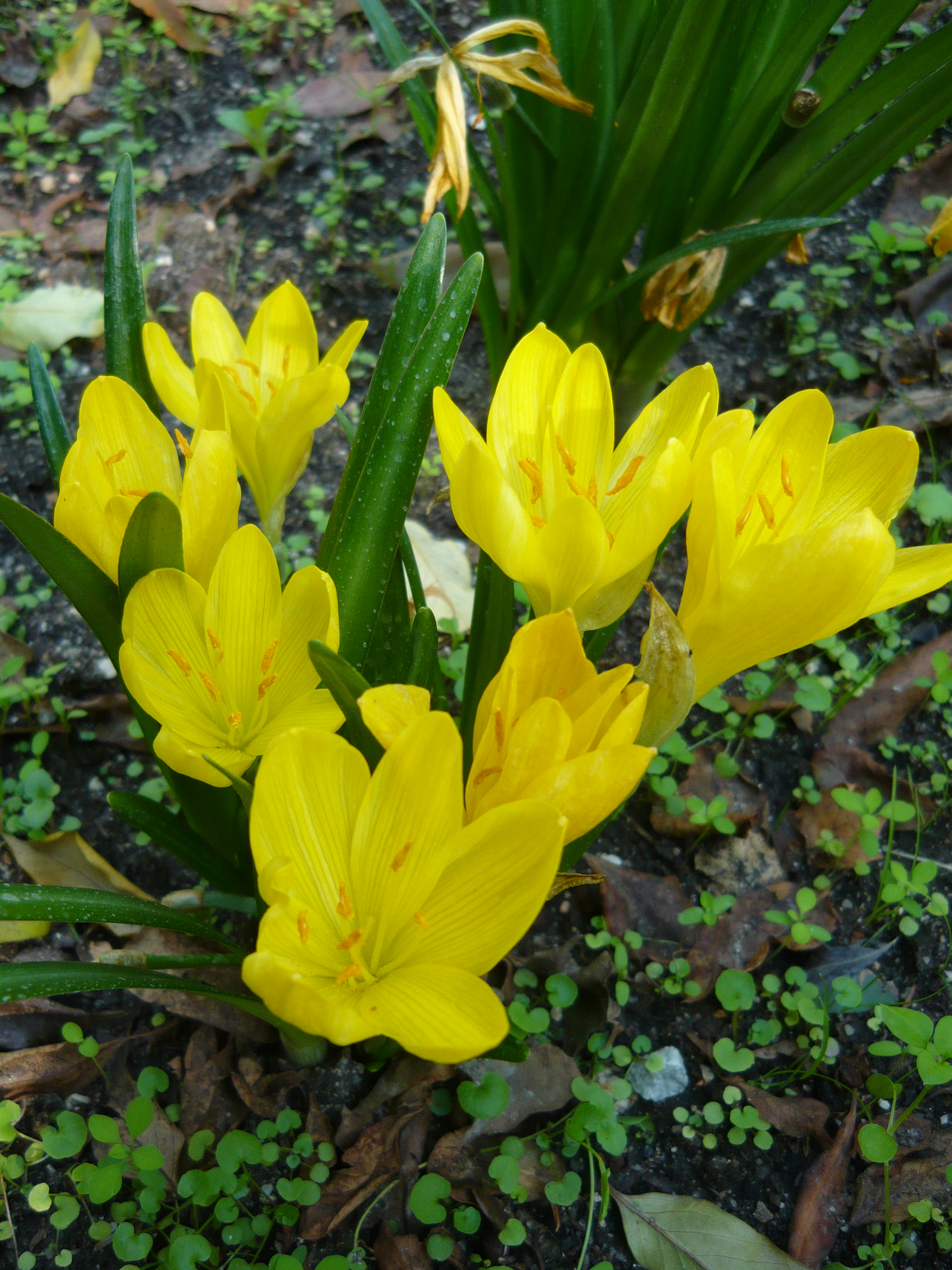
Штернбергия жёлтая в культуре